# Anemia myriophylla
Anemia myriophylla är en ormbunkeart som beskrevs av Christ. Anemia myriophylla ingår i släktet Anemia och familjen Anemiaceae. Inga underarter finns listade.